# Marc Almond
Marc Almond OBE, född Peter Mark Sinclair Almond den 9 juli 1957 i Southport, Merseyside, är en brittisk sångare. 
Almond studerade konst i Leeds och bildade där 1979 gruppen Soft Cell tillsammans med Dave Ball. Soft Cell upplöstes 1984 men redan innan dess hade Almond spelat in med sin fritidsgrupp Marc & The Mambas med bl.a. Matt Johnson från The The. Efter Soft Cells upplösning ombildades The Mambas till Almonds fasta kompgrupp La Magia, vilken bestod av Annie Hogan (keyboard, piano, marimba, vibrafon), Billy McGee (el-b, bas, keyboard) och Steve Humphreys (trummor, percussion). Han spelade in en rad plattor med inspiration från 60-talet. Hade framgångar med olika duetter: 1985 i "I feel love" med Jimmy Somerville och 1989 i "Something's gotten hold of my heart" med Gene Pitney där den senare ingick på The Stars We Are (1988). Almond uppträdde under rubriken 12 years of tears i Royal Albert Hall 30 september 1992, en konsert som även spelades in och gavs ut på skiva. Han har under årens lopp ofta tolkat Jacques Brel men även spelat in bl.a. ryska folksånger. Marc Almond är öppet homosexuell och flera av hans texter var kontroversiella på 1980-talet. Han har under 90-talet fortsatt ge ut plattor och varvade under 00-talet soloskivor med plattor med det återbildade Soft Cell. I mars 2015 gav Almond ut The Velvet Trail producerad av Chris Braide.

## Diskografi
Soloalbum
- Untitled (1982) (som Marc and the Mambas)
- Torment and Toreros (1983) (som Marc and the Mambas)
- Vermin in Ermine (1984) (som Marc Almond with The Willing Sinners)
- Stories of Johnn] (1985) (som Marc Almond with The Willing Sinners)
- Mother Fist and Her Five Daughters (1987) (som Marc Almond with The Willing Sinners)
- The Stars We Are (1988) (som Marc Almond with The Willing Sinners / La Magia)
- Jacques (1989)
- Enchanted (1990)
- Tenement Symphony (1991)
- 12 years of tears - Live at the Royal Albert Hall (1993)
- Absinthe: The French Album (1993)
- Fantastic Star (1996)
- Open All Night (1999)
- Stranger Things (2001)
- Heart on Snow (2003)
- Stardom Road (2007)
- Orpheus in Exile - Songs of Vadim Kozin (2009) (som Marc Almond With Alexei Fedorov)
- Varieté (2010)
- Feasting with Panthers (2011) (Marc Almond / Michael Cashmore)
- The Tyburn Tree (Dark London) (2014)
- The Dancing Marquis (2014)
- The Velvet Trail (2015)
- Against Nature (2015)
- Silver City Ride (2016)
- Shadows and Reflections (2017)
- A Lovely Life to Live (2018)
- Chaos and a Dancing Star (2020)

Se också diskografi Soft Cell